# NoMa-Gallaudet U
NoMa-Gallaudet U è una stazione della metropolitana di Washington, situata sulla linea rossa. Si trova all'incrocio tra New York Avenue e Florida Avenue, nei pressi della Gallaudet University.
È stata inaugurata il 20 novembre 2004, sul tracciato già servito dalla linea rossa. Il suo nome originario era New York Ave-Florida Ave-Gallaudet U, modificato nell'attuale nel novembre 2011.
La stazione è servita da autobus del sistema Metrobus (anch'esso gestito dalla WMATA).